# Fidji aux Jeux olympiques d'été de 2004
Cet article contient des informations sur la participation et les résultats des Fidji aux Jeux olympiques d'été de 2004, qui ont eu lieu à Athènes en Grèce. 

## Résultats

### Athlétisme
400 mètres femmes :
- Makelesi Bulikiobo - 1er tour :  53 s 58

800 mètres hommes :
- Isireli Naikelekelevesi - 1er tour : 1 min 49 s 1 (éliminé)

### Haltérophilie
+ de 75 kg femmes :
- Ivy Shaw -  185.0 kg (Arraché:85.0 kg, Epaulé-jeté:100.0 kg, 12e place)

### Judo
- de 57 kg femmes :
- Elina Vavailagi Nasaudrodro - éliminée en 16e de finale

- de 78 kg femmes :
- Sisilia Naisiga Rasoikiso - éliminée en 16e de finale

### Natation
50 mètres nage libre hommes :
- Carl Probert - Série : 23 s 31

100 mètres nage libre hommes :
- Carl Probert - Série : 51 s 42

### Tir
Trap hommes :
- Glenn Kable - 111 points (30e place)

### Tir à l'arc
Individuel hommes :
- Rob Elder - 48e place

## Officiels
- Président : Dr. Robin E. Mitchell
- Secrétaire général : Vidhya Lakhan